# LP-12
LP-12 je lek koji deluje kao potentan agonist 57 serotoninskog receptora, se veoma visokom selektivnošću u odnosu na druge receptore, kao što su serotonin  i , i dopaminski  receptor. On je korišten u istraživanjima uloge 5-HT7 receptor u procesima koji još uvenk nisu dovoljno razjašnjeni, kao što su alodinija i hiperalgezija.